# Szovák Kornél
Szovák Kornél (Sárvár, 1962. december 24. –) Széchenyi-díjas magyar klasszika-filológus, történész, középkorkutató, egyetemi docens, az MTA doktora.

## Élete
Gyermekkorát a szülővárosához közeli Bejcgyertyánoson töltötte. Középiskolai tanulmányait a Pannonhalmi Bencés Gimnáziumban végezte, történelemtanára Várszegi Asztrik volt. 1981-ben érettségizett, majd Baján teljesített sorkatonai szolgálatot. 1982 és 1987-ben az ELTE Bölcsészettudományi Karának hallgatója és Eötvös-kollégista volt, 1987-ben kitüntetéssel szerzett latin-történelem szakos középiskolai tanári oklevelet.
1984-ben lett A magyarországi középkori latinság szótára szerkesztőségének munkatársa és az MTA Ókortudományi Kutatócsoportjának tagja, 1992-1993-ban a szótár negyedik kötetének társszerkesztője, 1995-ben főszerkesztője lett. Óraadóként dolgozott az ELTE BTK Latin Tanszékén és a középlatin filológiai programban, az Eötvös Collégiumban középkori irodalomtörténetet is tanított, illetve 1992-től volt óraadó a PPKE Bölcsészet- és Társadalomtudományi Karán, ahol 1996 óta főállásban dolgozik. 1997 és 2004 között a kar Medievisztika Intézetének, 2001-től 2004-ig Ókortudományi Intézetének vezetője volt. Számos alkalommal volt kutatóúton Münchenben és Rómában. 12. századi eszmetörténettel foglalkozó kandidátusi disszertációját 1996-ban védte meg, majd 2011-ben az MTA doktora lett. 2012 óta vezeti az MTA-ELTE-PPKE Ókortudományi Kutatócsoportját, 2019-től 2020-ig a Magyarságkutató Intézet Klasszika-filológiai Kutatóközpontjának vezetője volt. Három alkalommal jelölték az MTA levelező tagságára.
Szakterülete a középlatin filológia, illetve a középkori egyház-, eszme- és művelődéstörténet. Munkásságáért 2004-ben Akadémiai Díjat, 2015-ben Fraknói Vilmos-díjat, 2022-ben pedig Stephanus-díjat kapott. 2021-ben Magyarország számára kivételesen értékes tudományos pályafutása során az ókori, illetve középkori magyar történelem írott forrásainak kutatása, feltárása és kiadása területén végzett értékőrző munkája, valamint a nemzetközi tudományos együttműködés keretében megvalósuló A magyarországi középkori latinság szótára című kötet elkészítésében vállalt kimagasló szerepe elismeréseként Széchenyi-díjjal jutalmazták.

## Díjai, elismerései
- Akadémiai Díj (2004)
- Fraknói Vilmos-díj (2015)
- Széchenyi-díj (2021)
- Stephanus-díj (2022)